# Rathsam (Pomezí nad Ohří)
Rathsam (německy Rathsam) je zaniklá vesnice na území obce Pomezí nad Ohří v okrese Cheb v Karlovarském kraji. Její poloha byla v těsné blízkosti česko-bavorské hranice. Vesnice byla zrušena v roce 1949. Počátkem roku 1949 byla vesnice zbořena a vesnice zmizela z povrchu.

## Název
Podle názvu, který znamená „sídlo muže jménem Rat“, byl zvoleno místní jméno Rathsam. K navrhovanému přejmenování sídla Rathsam na Hradčany v roce 1948 již nedošlo.

## Historie
První písemná zmínka o vesnici pochází z roku 1242 a patří mezi nejstarší kolonizační sídla Chebska. Rathsam byl v letech 1462 a 1526 vypálen a zpustošen a až do roku 1635 se stal rozvalinou. Teprve dne 3. října 1779 na své obhlídce hraničních pevností projížděl císař Josef II. Chebskem, mohl si poznamenat i vesnici Rathsam, vybudovanou nově po roce 1655. V roce 1920 se stal Rathsam osadou nově vzniklé obce Pomezná. Od roku 1930 byla vesnice zásobována elektřinou z mlýna v Pomezné. Od roku 1931 byl na silnici Pomezí nad Ohří – Schirnding  postaven nový zájezdní hostinec. Na nejstarších pohlednicích je v západní části vsi zobrazena silnice vedoucí od hraničního přechodu s celním úřadem po levé a hotelem po pravé straně. Na jaře 1949 byla silnice u hranice překopána a přehrazena hliněným válem. Po zřízení hraničního pásma chyběl na Chebsku hraniční přechod se západním Německem pro nákladní a osobní dopravu. Od padesátých let se na diplomatické úrovni usilovalo o otevření přeshraniční dopravy, k čemuž došlo 15. září 1956, v té době už po zániku vesnice Rathsam.
Po druhé světové válce postihl vesnici odsun německého obyvatelstva. O jejím dosídlení se neuvažovalo kvůli její blízkosti na česko-bavorské hranici.

## Přírodní poměry
Území se nachází v Chebské pánvi při pravém břehu Reslavy. Na místě zaniklé vesnice se nachází přírodní rezervace s názvem Pomezní rybník. Dalším místem pojmenovaném po obci je přírodní rezervace je Rathsam.

## Obyvatelstvo
Při sčítání lidu v roce 1921 zde žilo 81 obyvatel, německé národnosti bylo 76 obyvatel, pět cizozemců. K římskokatolické církvi se hlásilo 76 obyvatel, pět k evangelické.
| Rok            | 1869 | 1880 | 1890 | 1900 | 1910 | 1921 | 1930 | 1950 | 1961 | 1970 | 1980 | 1991 | 2001 | 2011 |
| -------------- | ---- | ---- | ---- | ---- | ---- | ---- | ---- | ---- | ---- | ---- | ---- | ---- | ---- | ---- |
| Počet obyvatel | 84   | 111  | 77   | 68   | 77   | 81   | 72   | –    | –    | 15   | –    | –    | –    | –    |
| Počet domů     | 14   | 15   | 16   | 16   | 16   | 16   | 18   | 17   | –    | 4    | –    | –    | –    | –    |